# The Fable of the Intermittent Fusser
The Fable of the Intermittent Fusser è un cortometraggio muto del 1915; il nome del regista non viene riportato.
Il soggetto è tratto da una storia dello scrittore e commediografo George Ade.

## Produzione
Il film fu prodotto dalla Essanay Film Manufacturing Company.

## Distribuzione
Distribuito dalla General Film Company, il film - un cortometraggio di una bobina - uscì nelle sale cinematografiche USA il 26 maggio 1915.